# Mercedes Pardo
Mercedes Clementina Marta del Carmen Pardo Ponte, còn được gọi là Mercedes Pardo (29 tháng 7 năm 1921 - 24 tháng 3 năm 2005) là một nghệ sĩ theo trường phái trừu tượng người Venezuela.

## Tiểu sử
Pardo sinh ngày 29 tháng 7 năm 1921 (hay 20 tháng 7 năm 1921 theo cáo phó của bà trên El Pais) ở Caracas, Venezuela. Ở tuổi 13, bà bắt đầu tham gia các lớp học miễn phí tại Academia de Bellas Artes.
Năm 1941, bà gia nhập Escuela de Artes Plásticas y Aplicadas ở Caracas. Bà hoạt động ở lĩnh vực vẽ tranh, in ấn và cắt dán, và năm 1991, Phòng trưng bày nghệ thuật quốc gia ở Caracas tổ chức một cuộc triển lãm để xem xét các tác phẩm của bà từ năm 1941 đến năm 1991.
Năm 1945, bà kết hôn với Marco Bonta, một giáo sư sơn màu và bức bích họa. Cuộc hôn nhân của họ chỉ diễn ra ngắn ngủi.
Năm 1947, bà gia nhập Học viện Mỹ thuật Santiago ở Chile và bà là người là người phụ nữ duy nhất tại đó. Năm 1949, bà chuyển đến Paris và tham dự École du Louvre.
Năm 1951, bà kết hôn với hoạ sĩ Alejandro Otero.
Bà mất vào ngày 24 tháng 3 măm 2005 ở San Antonio de Los Altos, Venezuela.

## Di sản
Fundación Alejandro Otero-Mercedes Pardo được thành lập năm 2016. Nó toạ lạc tại nhà của Alejandro Otero và Mercedes Pardo ở San Antonio de Los Altos.

## Triển lãm[5]
- 1947 Pacific Room, Santiago de Chile
- 1962 MBA
- 1964 "Signs", Sala Mendoza
- 1967 "Signs", Librería Cruz del Sur, Caracas
- 1969 "1 x 9 color of silkscreen", MBA
- 1970 "Recent works of Mercedes Pardo", Sala Mendoza
- 1971 Center of Fine Arts, Maracaibo
- 1974 Aele Gallery, Madrid
- 1977 Adler Gallery / Castillo, Caracas / El Parque Art Center, Valencia, Edo. Carabobo / Pecanins Gallery, Thành phố México
- 1978 "From the workshop of Mercedes Pardo today, National Art Gallery", Caracas / Museum of Modern Art, Thành phố México
- 1979 "Color, skin, meditated presence: anthological exhibition by Mercedes Pardo", GAN / Galería Adler / Castillo, Caracas
- 1980 "Mercedes Pardo in Margarita: paintings / serigraphs", Museo Francisco Narváez
- 1983 "Inesauribile Venezia", Sagitario Gallery, Caracas
- 1991 "Moradas del color", GAN
- 1993 "Graphic work of Mercedes Pardo", Consulate of Venezuela, New York
- 1994 "Graphic work of Mercedes Pardo", The Warm Spaces
- 1995 "Graphic work of Mercedes Pardo", MRE
- 1996 Sacred Museum, Caracas
- 2000 "Mercedes Pardo, 1951-2000", MAO / "Color and shape", GAN
- 2005 House of the Culture Village of the Sea, Porlamar, Edo. Nueva Esparta / Unimet

## Giải thưởng[5]
- 1942 Được vinh danh trong lĩnh vực hội hoạ, III Official Salon
- 1944 José Loreto Arismendi Prize, V Official Show
- 1960 Puebla de Bolívar Prize, XXI Official Salon
- 1961 Prize of the Fina Gómez Foundation, XXII Official Show
- 1964 Giải thưởng quốc gia về nghệ thuật ứng dụng (cùng với Alejandro Otero), XXV Salón Oficial
- 1966 Giải Enamel, Triển lãm quốc tế về thủ công mỹ nghệ, Stuttgart, Germany
- 1978 Giải thưởng quốc gia về nghệ thuật nhựa, Caracas
- 1980 Special Edition Purchase Award, World Print III, San Francisco, California, United States
- 1991 Armando Reverón Award, AVAP